# Хагберг, Хильдинг
Хильдинг Хагберг (28 октября 1899, Елливаре, Норботтен, Швеция — 17 декабря 1993, Лулео, Норрботтен, Швеция) — шведский политик-коммунист, деятель рабочего движения, председатель Коммунистической партии Швеции (1951—1964) (исполнял обязанности председателя с 1949 года).

## Биография
Родился в рабочей семье, окончил народную школу, с 1912 по 1929 год работал на железных рудниках.
В Социал-демократическую партию Швеции вступил в 1914 году в возрасте 15 лет, в 1917 — в Левую социал-демократическую партию, которая с 1921 года стала называться Коммунистической партией Швеции.
В 1928 году был делегатом на 4-м конгрессе Профинтерна, в 1935 году — на 7-м конгрессе Коминтерна.
С 1930 по 1935 год был редактором коммунистической газеты Norrskensflamman, в 1943—1964 годах — политическим редактором главного печатного органа шведской компартии газеты  Ny Dag. C 1930 по 1967 годы был также членом ЦК (с 1964 года правления) и с 1933 по 1967 — членом её правления (с 1964 года — Исполкома). В 1957 и 1960 годах был главой делегаций шведских коммунистов на международных совещаниях представителей коммунистических и рабочих партий.
C 1933 по 1964 год избирался депутатом нижней палаты шведского парламента, при этом с 1945 по 1949 год был членом комитета по планированию вооружённых сил. Во внутренней политике он почти всегда поддерживал социал-демократов против формирования буржуазного блока в риксдаге.
Был известен своей активной поддержкой политики СССР — в частности, одобрил возведение Берлинской стены и поддерживал ввод войск в Венгрию (1956).
Был смещён с поста лидера партии в 1964 году из-за рекордно низкого числа голосов, набранных партией на муниципальных выборах за два года до этого. Затем он удалился на пенсию в Малександер. Там он написал, помимо прочего, книгу «Красная книга о черном времени», в которой рассказывается об истории КПШ во время Второй мировой войны.
После осуждения новым руководством партии ввода войск в Чехословакию (1968) потребовал отставки ее лидера Карла-Хенрика Херманссон, считая, что она должна вернуться на просоветские позиции. С этого времени он стал главной фигурой в борьбе коммунистов Норрботтена против Херманссона и Ларса Вернера и их газеты «Нью-Даг».
Когда в марте 1977 года Левая партия — коммунисты раскололась, Хагберг присоединился к Рабочей партии — коммунисты, созданной Рольфом Хагелем. Однако в 1993 году покинул ее ряды. Это было связано с обнародованием информации, что партия в течение нескольких лет получала по меньшей мере 13 миллионов шведских крон от КПСС. Он заявил, что, по его мнению, партия находится на «дне распада» и у нее нет будущего в шведской политике.
Его мемуары под названием «Я был и остаюсь коммунистом» были опубликованы посмертно в 1995 году.